# Rieponsaari
Rieponsaari är en ö i Finland. Den ligger i sjön Rauhajärvi och i kommunen Sankt Michel i den ekonomiska regionen  S:t Michel och landskapet Södra Savolax, i den södra delen av landet, 220 km nordost om huvudstaden Helsingfors. Öns area är 1,5 hektar och dess största längd är 240 meter i nord-sydlig riktning.